# Soglio
Pour les articles homonymes, voir Soglio (homonymie).
Soglio (toponyme italien ; dans le dialecte indigène « Soi », en allemand « Sils im Bergell », obsolète ; en romanche « Suogl ») est un village et une ancienne commune suisse de 167 habitants du canton des Grisons du district de Maloja dans le canton des Grisons près de la frontière avec l'Italie.
Le 1er janvier 2010, elle a fusionné avec les communes du val Bregaglia pour former la commune de Bregaglia. Son ancien numéro OFS est le 3774.

## Histoire
Soglio est la commune d'origine de la Maison de Salis, l'une des familles d'oligarques des Grisons, devenue plus tard comte de Salis-Soglio. Il y a plusieurs maisons Salis dans le village : Casa Alta, Casa Battista, Maison de Mezzo et la Casa Antonio. La Casa Battista est maintenant un hôtel – Hotel Palazzo Salis (anciennement Pensione Willy ) – tandis que les autres sont des appartements. Pendant des siècles, la fortune de la famille Salis a influencé la région, et les barres des armoiries familiales sont présentes dans les armoiries de la municipalité, sous le capricorne, qui indique l'appartenance à l'Église catholique.
Le village est mentionné pour la première fois en 1186 sous le nom de Solio. Soglio est mentionné dès 1219 dans la paix entre Coire et Côme, car il a été incendié lors de la précédente querelle. Le village possède des archives communautaires extrêmement riches ; l'histoire du village se reflète souvent dans celle de la vallée et de la cour d'Unter-Porta. Des pierres de cuvette et une tombe en dalles de pierre y ont été trouvées, ainsi que deux vases étrusques en bronze près de Spino.
En 1918, Vito Andrea Giovanoli fonda un groupe religieux à Soglio après avoir dit que Jésus lui était apparu. Il se faisait appeler « Signur » et prêchait la fin prochaine du monde et le retour du Christ. En décembre 1918, les autorités de Soglio ont brièvement envoyé les douze membres de la secte et leurs enfants à la clinique Waldhaus de Coire pour « folie religieuse ». En février 1919, ils furent libérés comme guéris.
En 2015, Soglio a été le premier village à être élu « Plus beau village de Suisse ».

## Blason
Blasonnement En or sur une base de bouclier rouge avec deux piquets d'argent un bouquetin droit noir à armure rouge.
Les pieux proviennent des armoiries de la maison Salis, qui ont eu une grande importance dans l'histoire du lieu, tandis que le bouquetin fait référence à l'appartenance à la Ligue de la Maison-Dieu .

## Géographie

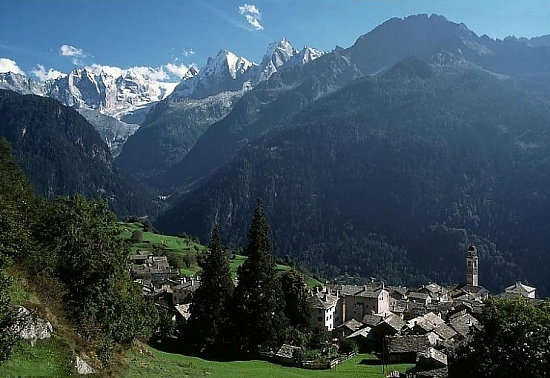
Vue de Soglio (au premier plan) avec les pics de la Sciora (à gauche), le Piz Cengalo (au centre à gauche) et le Piz Badile (au centre).

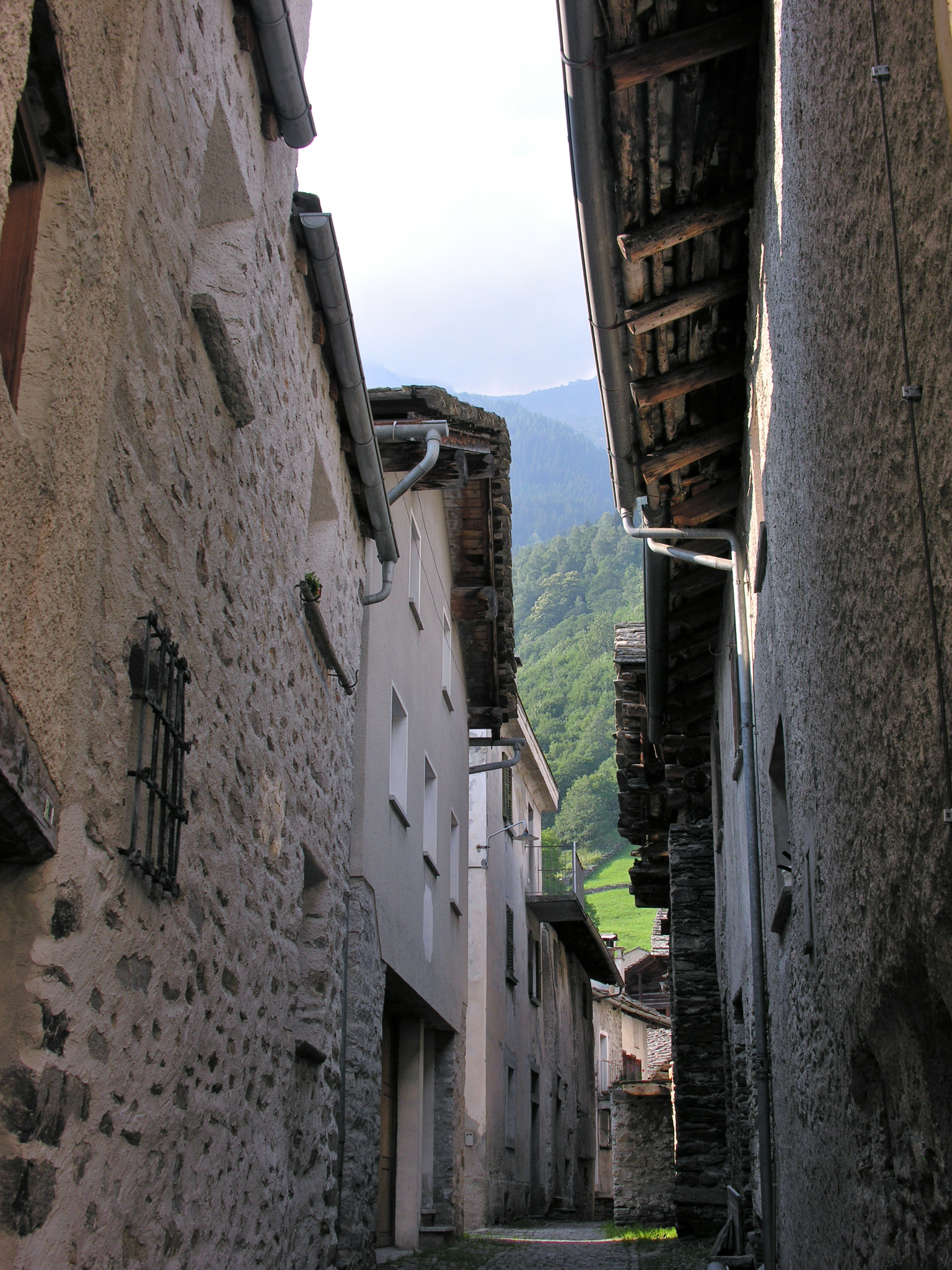
Soglio.

Le village est situé au large de l'ancienne route commerciale de la vallée, sur une terrasse ensoleillée à une altitude de 1 090 m, à flanc de montagne sur le versant nord du val Bregaglia (Bergell en allemand), sur le versant sud du Piz dal Märc (2 947 m), au-dessus de la rivière Maira (Mera en italien), avec vue sur la vallée jusqu'au glacier Bondasca et les sommets du Piz Sciora, du Pizzo Cengalo et du Pizzo Badile dans la chaîne du Bregaglia.
Soglio a une superficie de 67,6 km2. 25,3 % de cette superficie sont utilisés à des fins agricoles, 8,6 % sont boisés, 0,5 % sont habités (bâtiments ou routes) et le reste (65,6 %) est improductif (rivières, glaciers ou montagnes).
La municipalité est située dans le sous-district de Bergell du district de Maloja, sur une corniche à l'entrée du Passo della Duana qui mène dans la vallée de l'Avers et du Passo da la Prasignola dans le Val Madris. Soglio se compose de trois parties : la partie principale avec le village sur le versant droit du val Bregaglia, la partie supérieure du Val Maroz avec le Val Cam, le petit Val da la Duana inhabité et le Madris sur le versant nord des Alpes.
La ville est à 17 km de la ville italienne de Chiavenna au pied du val Bregaglia, et à 39 km de Saint-Moritz dans la vallée de l'Engadine qui est atteinte par le Col de la Maloja. Ces deux villes offrent les gares les plus proches. Le point culminant du territoire de la commune est le sommet du Piz Duan (3 131 m).
Le 1er janvier 2010, les municipalités de Bondo (Grisons), Castasegna, Soglio, Stampa et Vicosoprano ont été fusionnées en la nouvelle municipalité de Bregaglia.

## Orographie
La partie principale de Soglio et le Val da la Duana appartiennent orographiquement au Val Bregaglia, tandis que le Madris, traversé par le Madrischer Rhein et plus vaste que les autres zones du village réunies, appartient au bassin versant du Rhin et ainsi au nord des Alpes.
Une grande partie de l'eau du Madrischer Rhein s'écoule via une conduite gravitaire dans le réservoir du lac de Lei, situé sur le territoire italien, et retourne ensuite dans l'Averser Rhein, c'est-à-dire vers la Suisse, dans le cadre de la production d'électricité.

## Climat
Soglio a une moyenne de 101,8 jours de pluie par an et reçoit en moyenne 1 459 mm de précipitations. Le mois le plus humide est mai, période pendant laquelle Soglio reçoit en moyenne 179 mm de précipitations. Au cours de ce mois, il y a des précipitations sur de 12,7 jours en moyenne. Le mois le plus sec de l'année est février avec une moyenne de 55 mm de précipitations sur 12,7 jours.

## Démographie

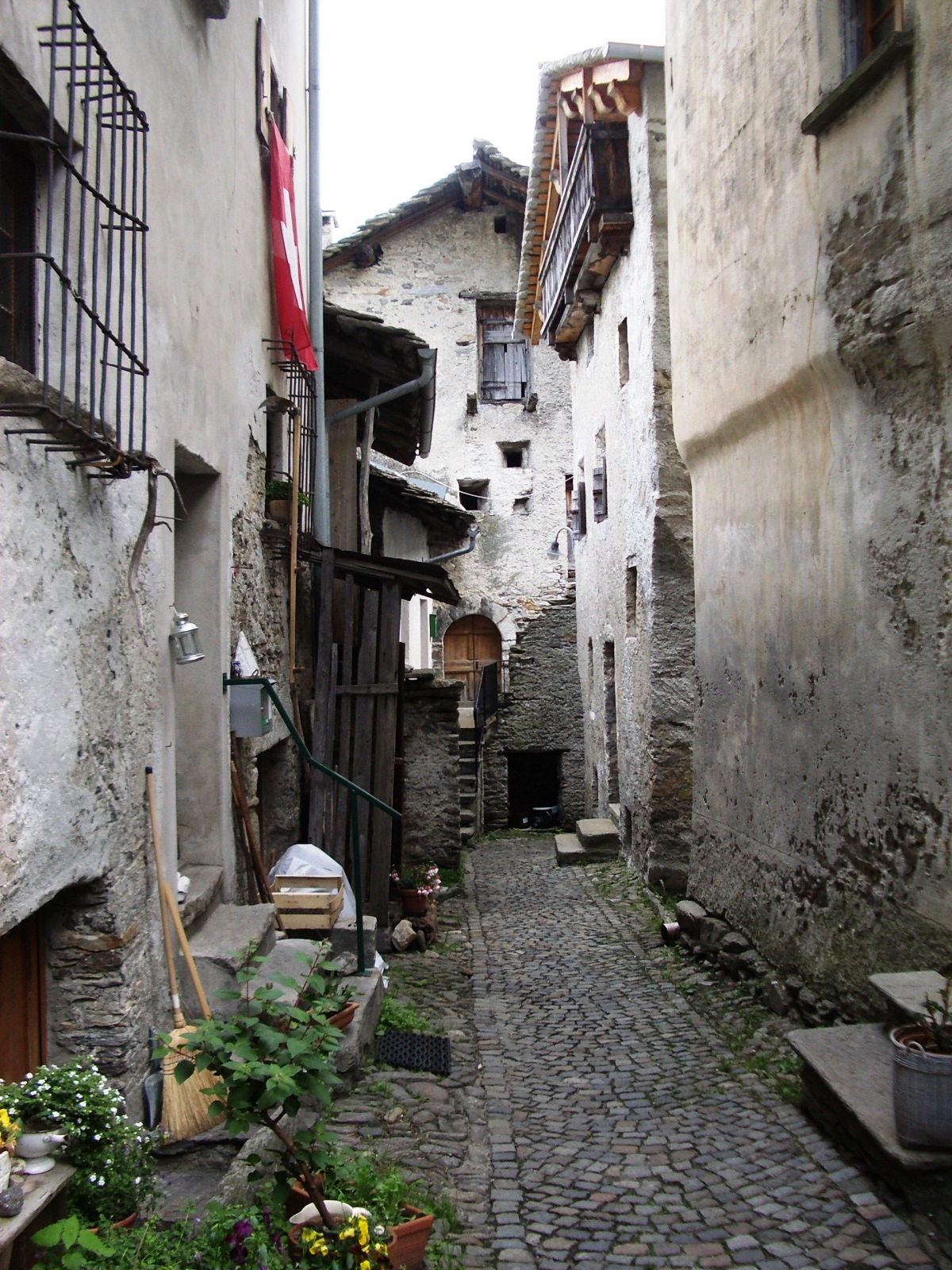
Soglio.

En 2008, Soglio a une population de 167 habitants dont 7,8 % d'étrangers. Au cours des 10 dernières années, la population a diminué de 13,5 %.
En 2000, la répartition par sexe de la population était de 43,9 % d'hommes et de 56,1 % de femmes. La répartition par âge en 2000 est la suivante : 8 enfants soit 4,7 % de la population ont entre 0 et 9 ans ; 11 adolescents soit 6,4 % de la population ont 10 à 14 ans, et 6 adolescents soit 3,5 % de la population ont 15 à 19 ans ; dans la population adulte, 11 personnes soit 6,4 % de la population ont entre 20 et 29 ans, 14 personnes ou 8,1 % de la population ont entre 30 et 39 ans, 32 personnes ou 18,6 % de la population ont entre 40 et 49 ans et 28 personnes ou 16,3 % de la population ont entre 50 et 59 ans, dans la population âgée, 17 personnes ou 9,9 % de la population a entre 60 et 69 ans, 27 personnes ou 15,7 % de la population ont 70 à 79 ans, 15 personnes ou 8,7% de la population ont 80 à 89 ans, et 3 personnes ou 1,7 % de la population ont 90 à 99 ans.
Sur les 181 habitants recensés fin 2005, 162 (89 %) étaient citoyens suisses.
L'évolution de la population est la suivante, :
| année | population |
| ----- | ---------- |
| 1850  | 388        |
| 1900  | 349        |
| 1950  | 287        |
| 1960  | 326        |
| 1970  | 219        |
| 1980  | 220        |
| 1990  | 216        |
| 2000  | 172        |

## Religion

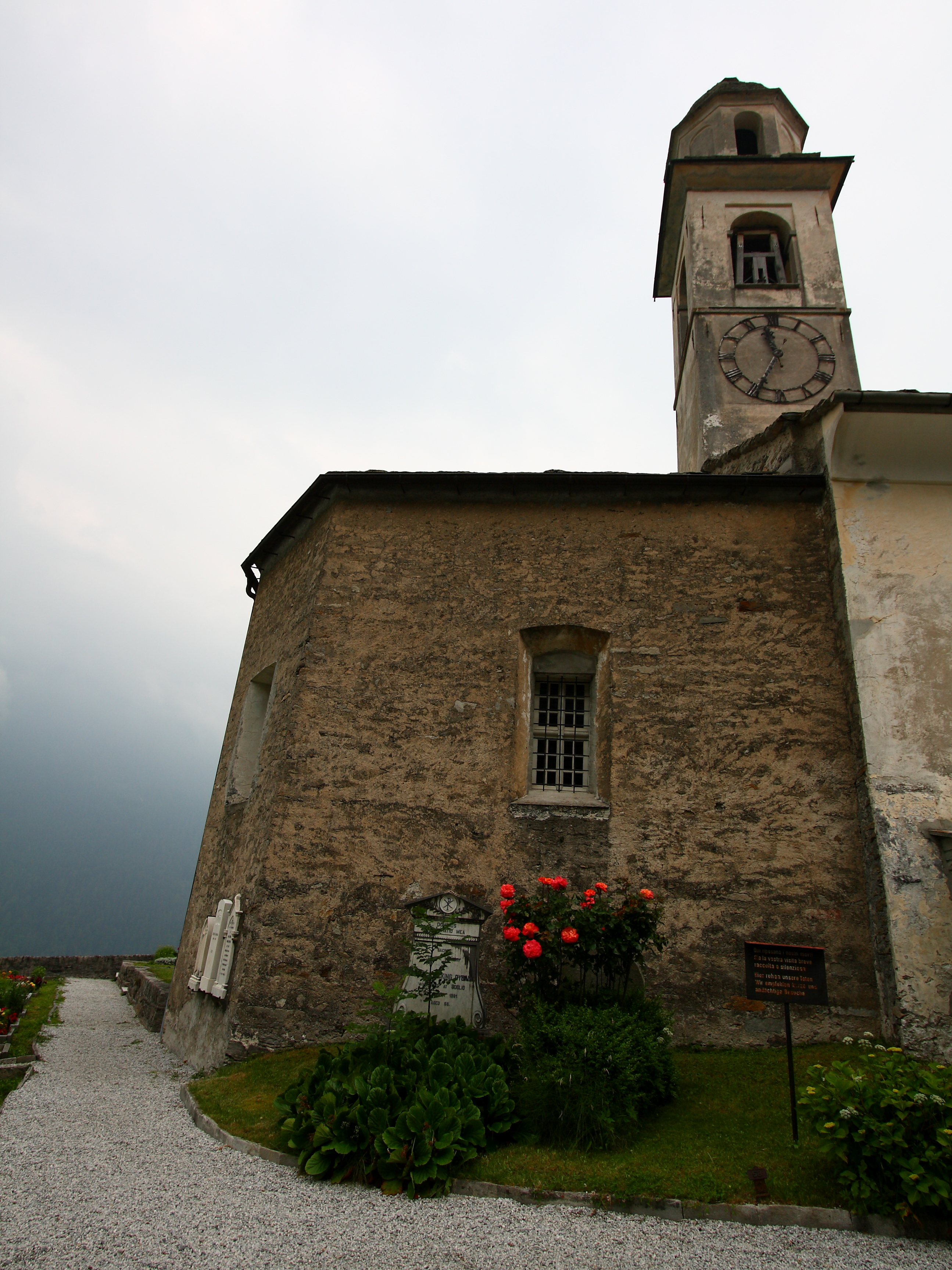
Église du village.

En 1552, le village se convertit lors de la Réforme protestante. La plupart de la population du village est encore membre de l'église évangélique réformée de Suisse.

## Politique
Aux élections fédérales suisses de 2007, le parti le plus populaire était l'Union démocratique du centre (UDC) qui a obtenu 53,1 % des voix. Les trois autres partis les plus populaires étaient le Parti socialiste suisse (SP) (24,5 %), le Parti radical-démocratique (FDP) (15,2 %) et le Parti démocrate-chrétien (Suisse) (CVP) (7,2 %).

## Langues
En 2000, la plupart de la population parle l'italien (80,2 %), l'allemand étant la deuxième langue plus répandue (17,4 %) et l'anglais la troisième (1,7 %). La majorité de la population parle le dialecte local du lombard. La langue de l'école est l'italien.
« L'intérêt particulier du dialecte de Soglio - parlé aujourd'hui dans sa forme originale par quelques dizaines de personnes - réside dans le fait qu'il est le seul de toute la vallée à avoir des consonnes géminées, une caractéristique qui l'unit à quelques autres variétés de la Romània occidentale (…). »

## Éducation
À Soglio, environ 73,6 % de la population (entre 25 et 64 ans) ont terminé soit l'enseignement secondaire supérieur non obligatoire, soit l'enseignement supérieur complémentaire (soit une université, soit une haute école spécialisée ou Fachhochschule).

## Économie
Soglio a un taux de chômage de 0,2 %. En 2005, 18 personnes étaient employées dans le secteur primaire et environ neuf entreprises impliquées dans ce secteur, 34 personnes dans le secteur secondaire et il y avait huit entreprises dans ce secteur, 140 personnes dans le secteur tertiaire avec 15 entreprises dans ce secteur.

## Patrimoine

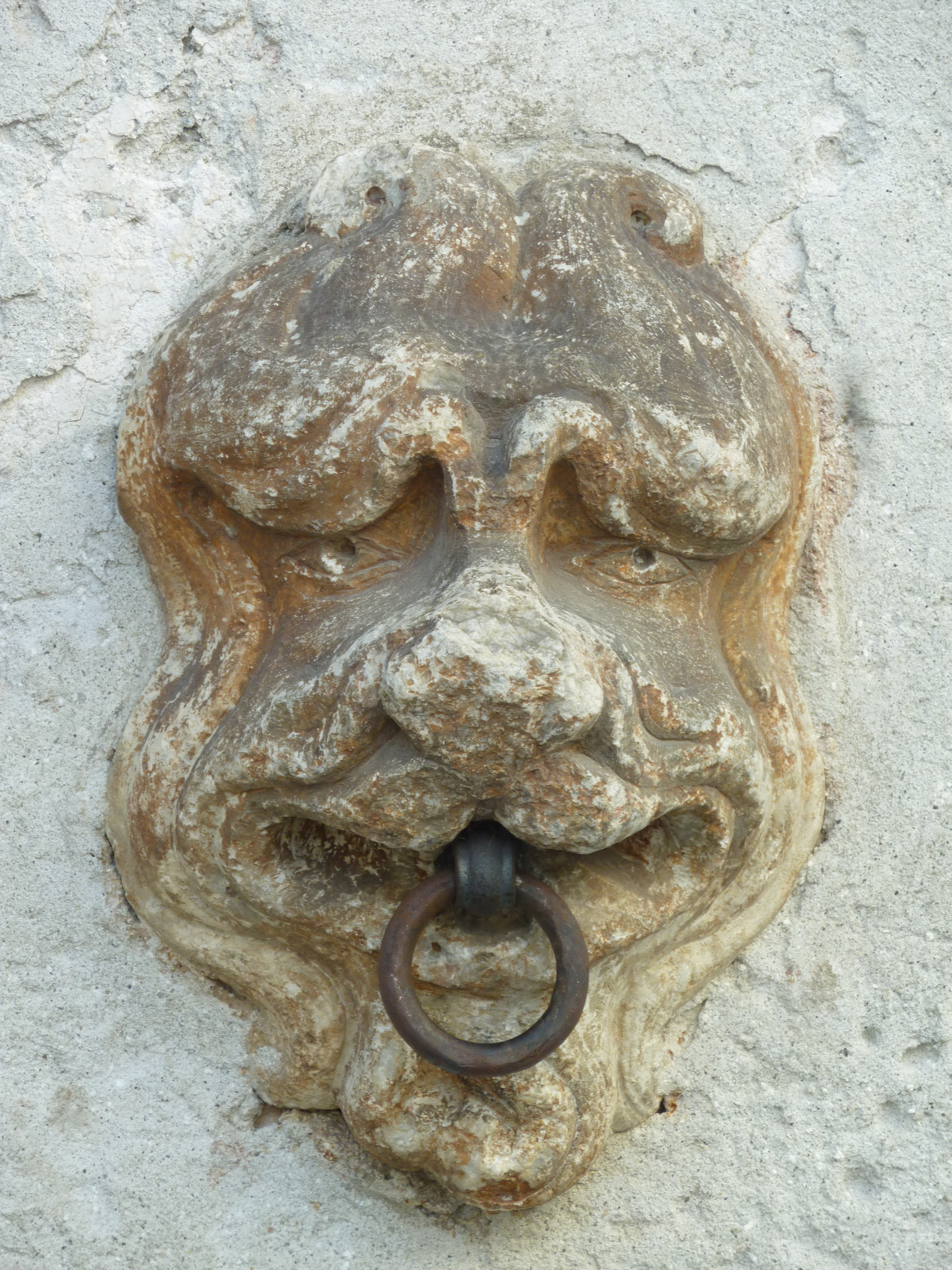
Stallazzo.

Le centre historique ainsi que les cinq palais Salis avec jardins (maison Battista nos 131 et 132, maison Max no 137, maison Antonio no 139 et « Cas'Alta » no 120) sont reconnus dans l'Inventaire suisse des biens culturels d'importance nationale et régionale.
Soglio est un village classique et dense d'auberges romanches de montagne, auquel les palais baroques des Salis donnent un caractère urbain. En plus de la laiterie, la plus grande châtaigneraie d'Europe est exploitée à Soglio.
Les sites les plus remarquables sont :
- L'église réformée de Soglio est un monument classé[11], mentionnée pour la première fois en 1354 ;
- Cas Alta (Hohes Haus)[12], est une maison-tour médiévale de la famille De Salis construite en 1524, convertie en tour résidentielle et agrandie en 1680 par le gouverneur Anton von Salis. Un four à tour en briques est conservé dans le salon lambrissé (XVIIe siècle) ;
- Casa Battista, non. 131, également connu sous le nom d'Hôtel Palazzo Salis, a été construite sur les murs d'un ancien bâtiment médiéval en 1630 pour Battista von Salis, inscrite à l'Inventaire suisse des biens culturels d'importance nationale et régionale[13]. Agrandie à sa taille actuelle en 1701, la façade et l'intérieur ont été rénovés en 1789 pour Friedrich von Salis. Elle dispose d'un hall d'entrée voûté, d'un escalier toscan, d'un hall à deux étages avec galerie à balustres aux étages supérieurs, avec des stucs, peintures et papiers peints de style Louis XVI et un riche mobilier historique. Elle demeure à ce jour une propriété familiale. Giovanni Segantini, Hermann Burger, Rainer Maria Rilke et Alberto Giacometti y ont été invités ;
- Casa Antonio[14], non. 139 a été construite 1763-1766 pour Andreas von Salis, inscrite à l'Inventaire suisse des biens culturels d'importance nationale et régionale. Le bâtiment de quatre étages et sept axes, à la façade aux pilastres plats, est situé à l'est de la Casa di Mezzo, dans la même ligne ;
- Casa di Mezzo[15] a été construite comme limite est de la cour derrière de la Cas' Alta et de la Casa Battista pour les frères Rudolf, Friedrich Anton et Andreas von Salis en 1696 en utilisant des bâtiments plus anciens. Elle a été vendue en 1843. Elle dispose d'une salle de lambris avec peintures en surplomb ;
- Casa Gubert[16] a été construite à l'extrémité est du village en 1554-1573 pour le capitaine Dietegen von Salis sur une structure plus ancienne. Au 1er étage supérieur, un panneau renaissance date de 1574 et le plafond est à caissons ;
- Stallazzo[17], construit comme bâtiment d'écurie en 1696 avec la Casa di Mezzo, ce bâtiment a deux étages et demi avec portail rustique et grilles de balcon dans l'axe central avec au mur, six masques de marbre stylisés avec des anneaux pour attacher les chevaux ;
- Studio et maison Meier, 2003, architecte : Armando Ruinelli[18] ;
- Schalenstein, auparavant dans le quartier Bosch Bügna, est aujourd'hui dans le jardin de la Casa Grigias (Coire)[19].

Soglio est désigné par le public plus beau village de Suisse en 2015 et fait partie depuis 2016[réf. nécessaire] de l'association Les Plus Beaux Villages de Suisse.

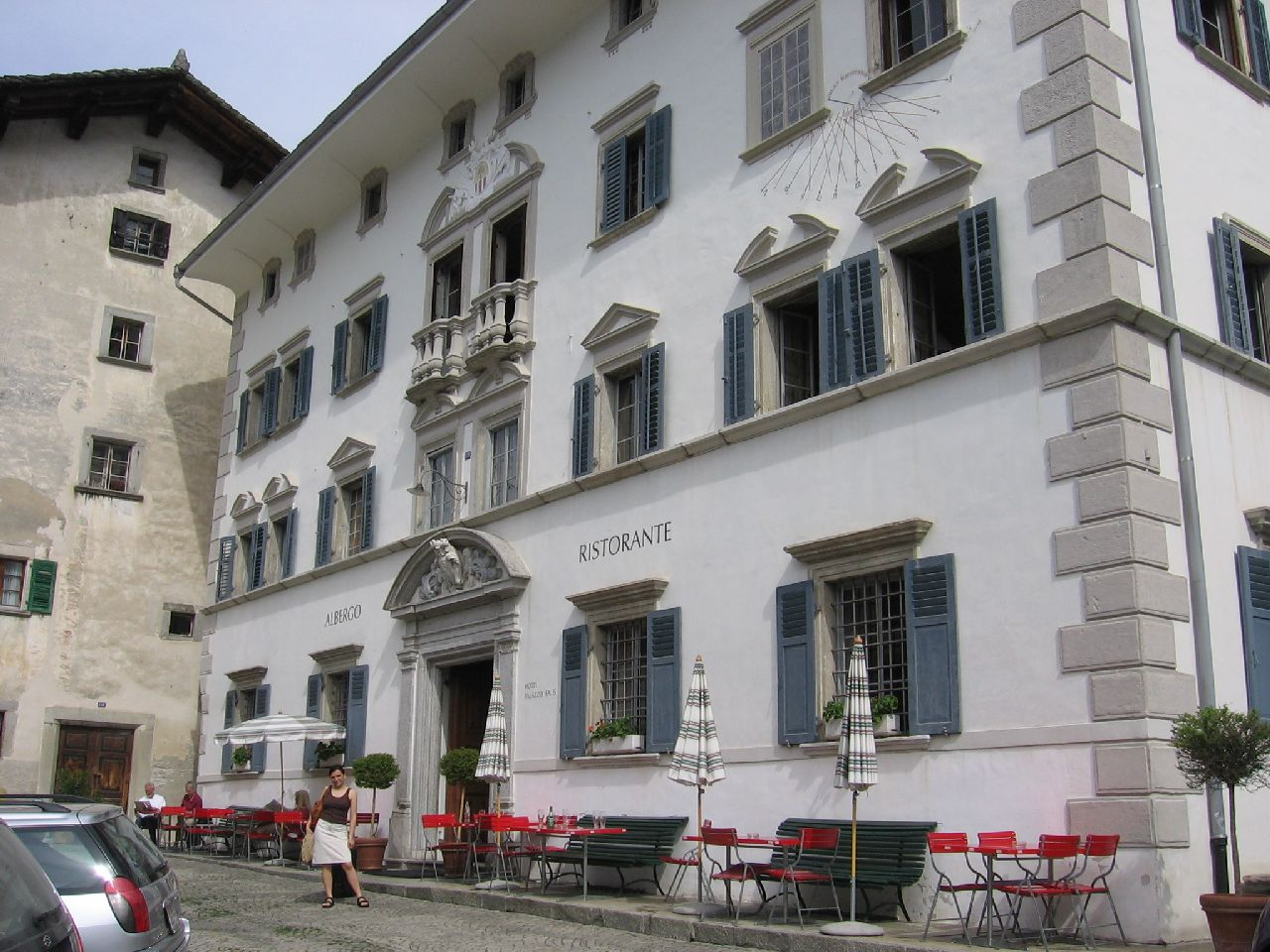
Cas’Alta (à droite) et Casa Battista (Hotel Palazzo Salis).
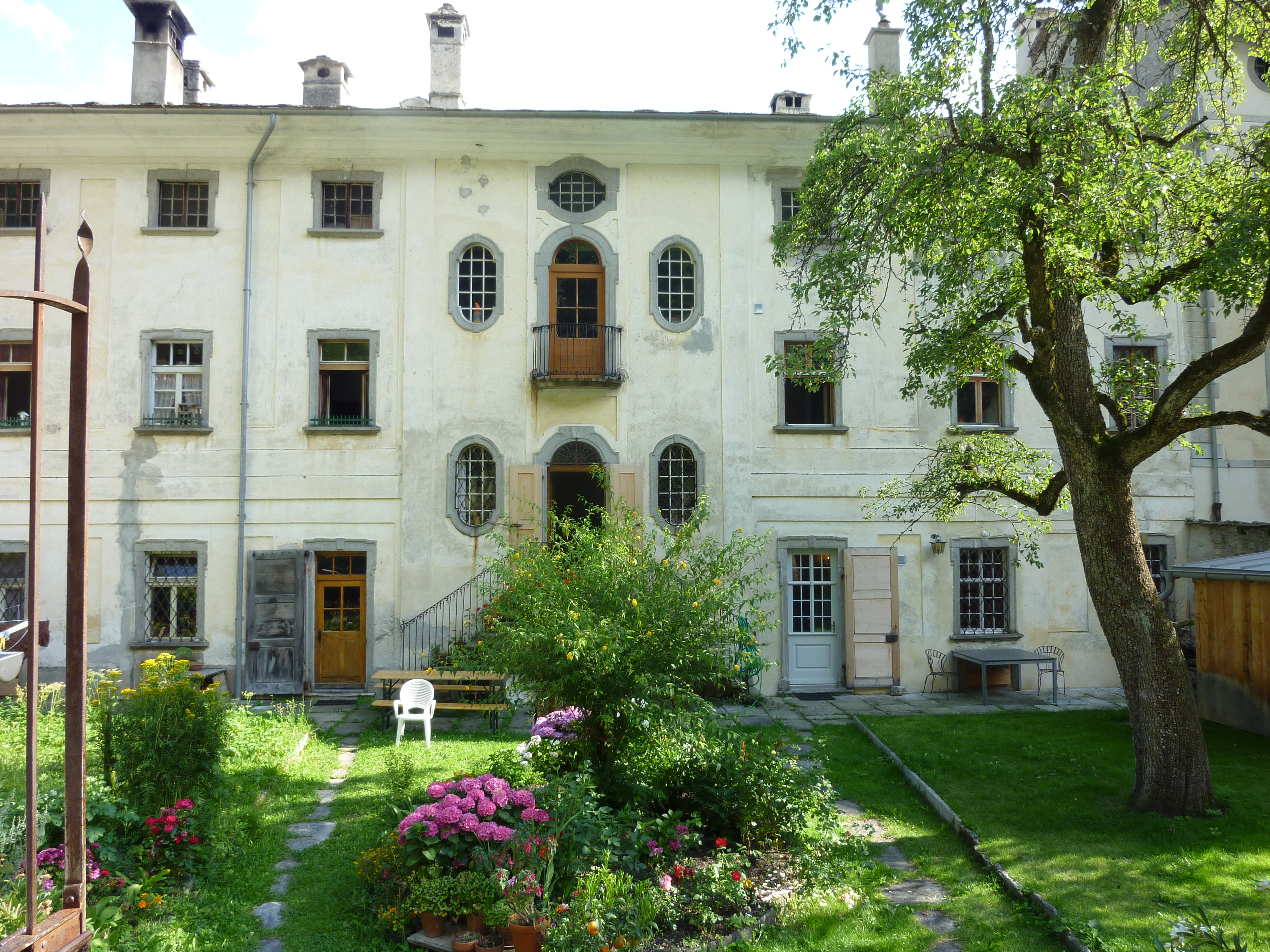
Casa Battista (vue intérieure).
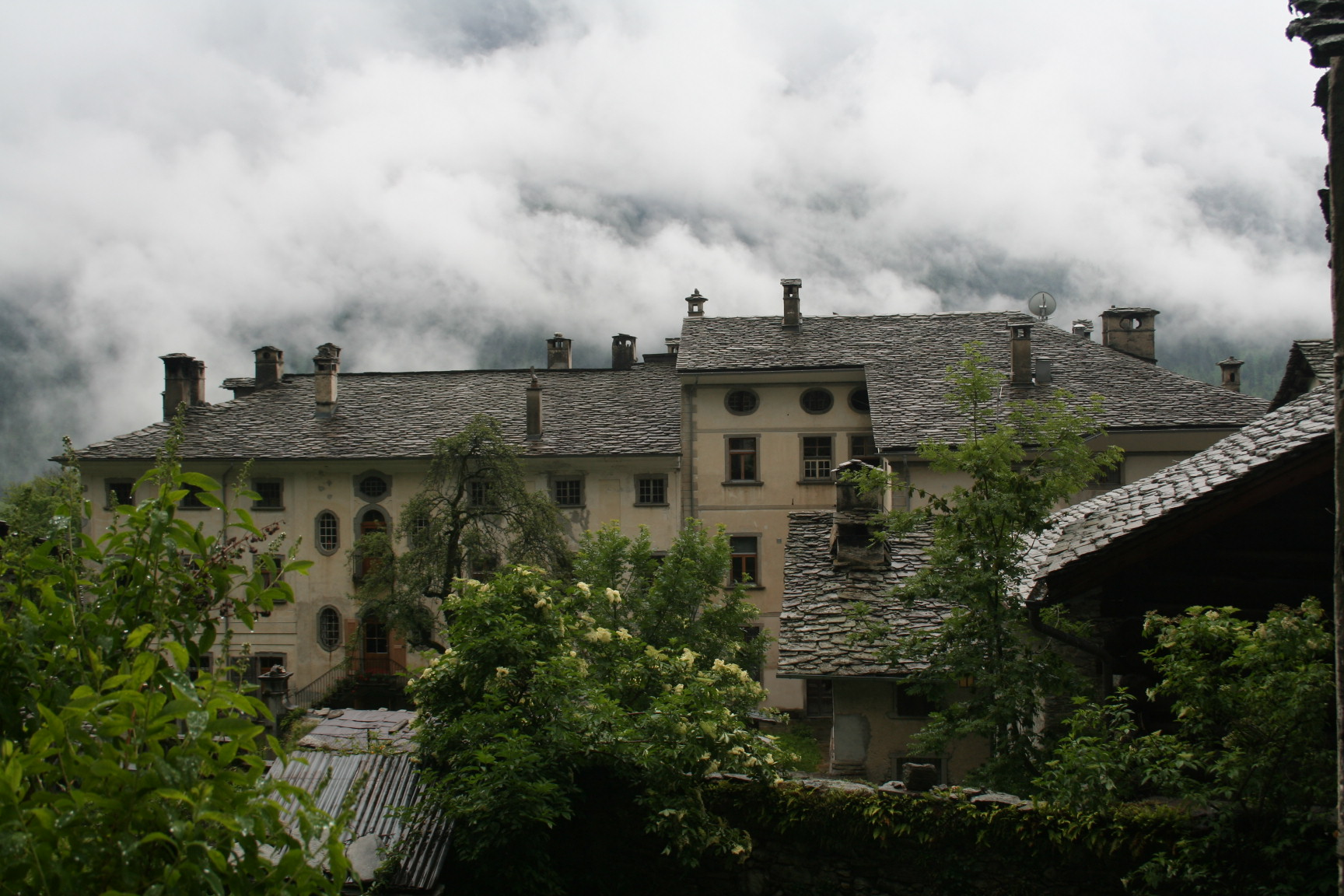
Casa di Mezzo et Casa Antonio.
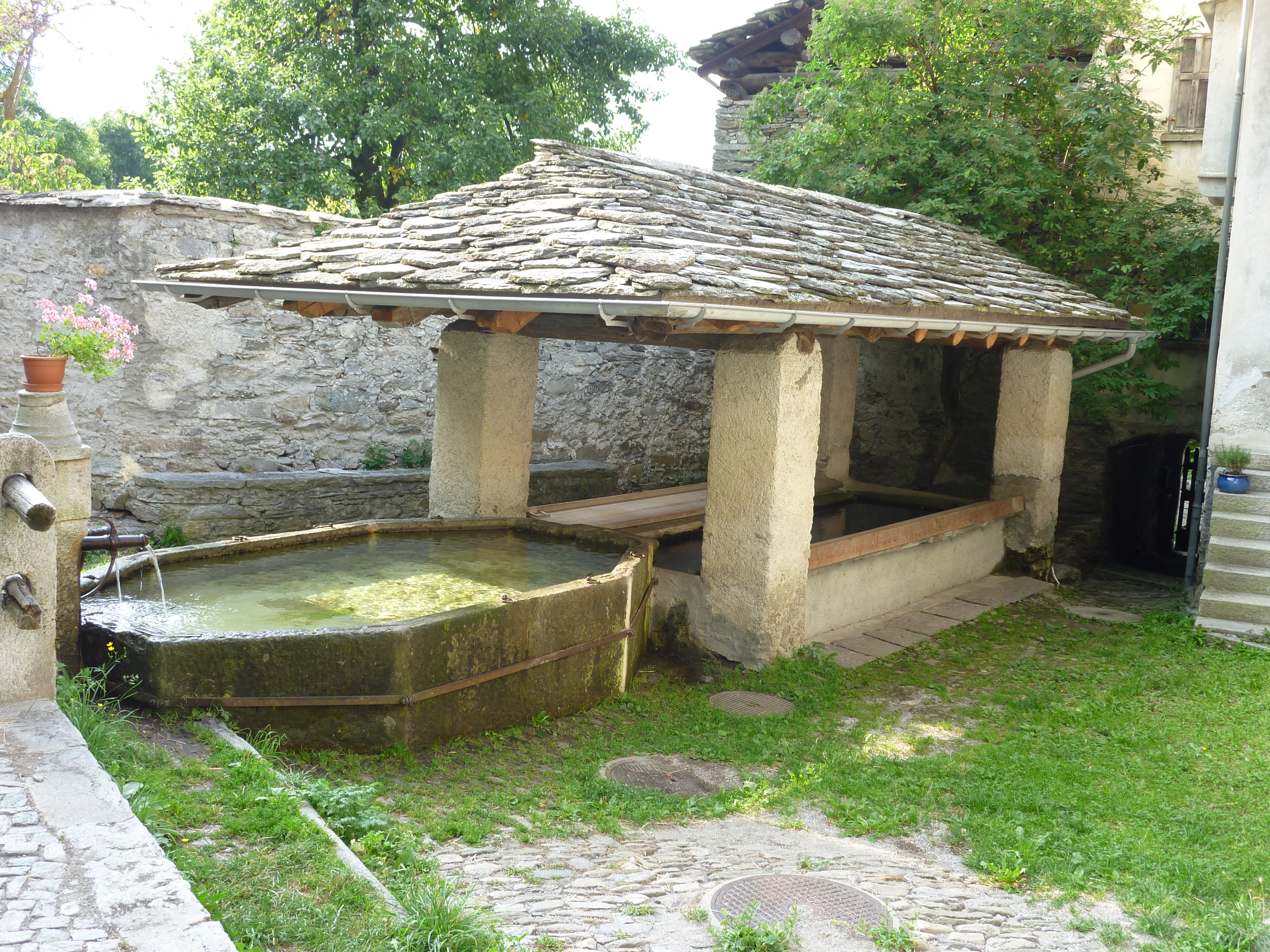
Fontaine.
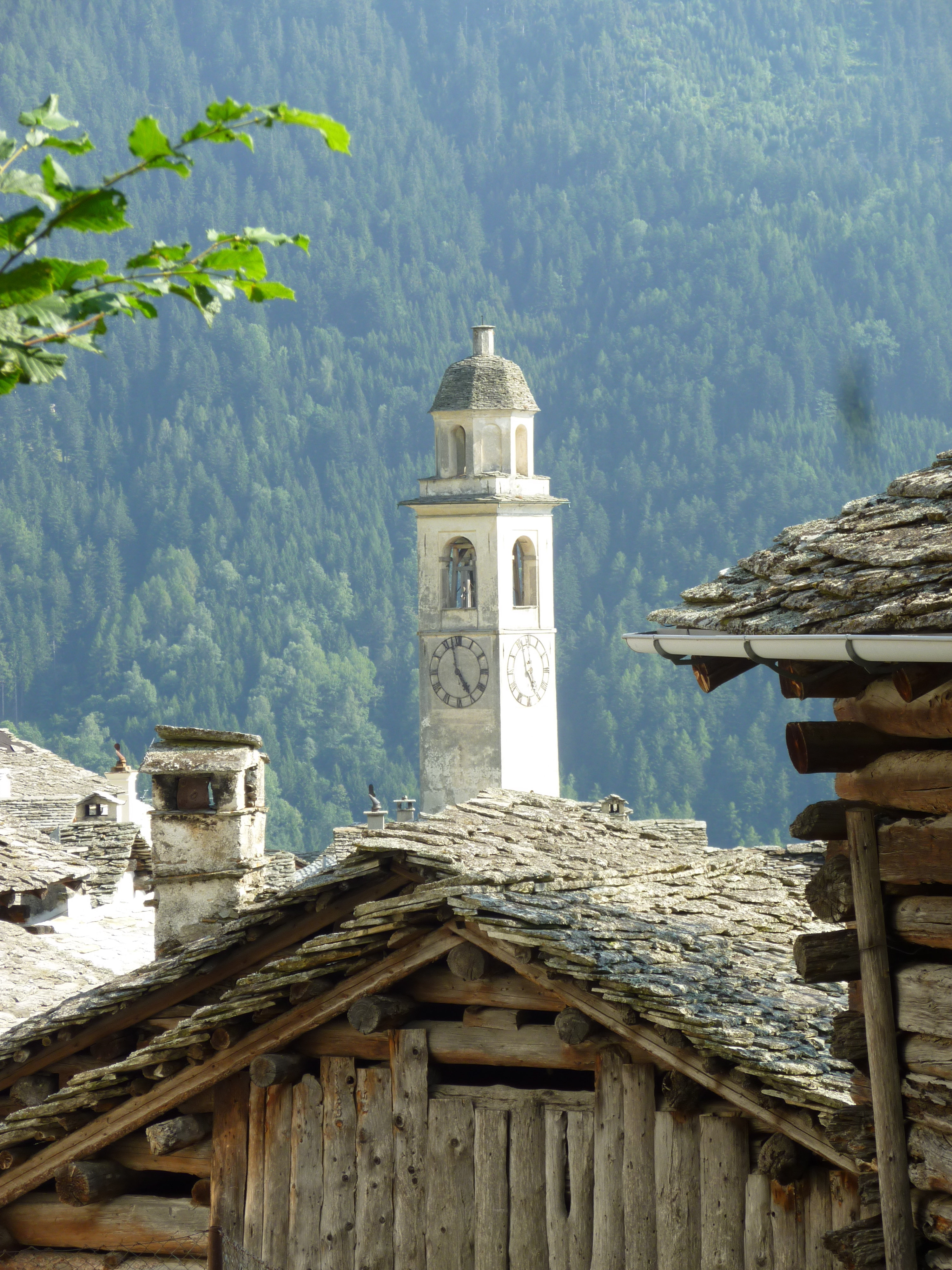
Clocher.

## Personnalités
La famille noble von Salis apparaît pour la première fois dans un document de 1285-1293 avec ser Rodolfus de Salice de Solio qui était probablement un descendant de la famille patricienne Salici de Côme, traçable depuis 1202. Les Salis devinrent ministériels des évêques de Coire, qui possédaient Bergell depuis 960. La famille, qui possédait également une maison ancestrale à Chiavenna, est toujours basée à Soglio aujourd'hui (et aussi à Bondo (Grisons)).
- Dietegen Salis (Soglio) (* 1473 à Soglio (aujourd'hui commune de Bregaglia) ; † 12 mars 1531 à Morbegno), capitaine, commandeur des Bündner, chevalier[22]
- Bartholomäus von Salis (* 1501 à Soglio ; † 1570 à Albosaggia), archiprêtre à Sondrio, chanoine et évêque à Coire[23]
- Johann Baptista Salis (Soglio) (* 20 novembre 1521 à Soglio ; 13 novembre 1597 ibid), gouverneur de la Valteline, chevalier de l'éperon d'or[24]
- Rudolf von Salis (Soglio) (* 1529 à Soglio ; † 31 mars 1600 à Bâle), capitaine, propriétaire du régiment, colonel de l'artillerie, baron[25]
- Dietegen Salis (Soglio) (* 1526 à Soglio ; † 1590 à Sondrio), colonel, gouverneur de Prättigau, podestat à Tirano, général de division[26]
- Battista Salis (Soglio) (* 1570 à Soglio ; † 28 septembre / octobre 1638 ibid), capitaine, colonel fédéral, chevalier de San Marco[27]
- Hercule Salis (Soglio) (* 16 septembre 1650 à Soglio ; 9 août 1727 à Coire), podestat à Morbegno, podestat du Val Bregaglia, conseiller à Coire [28]
- Anton von Salis (Soglio) (* 10 septembre 1702 à Soglio ; 22 août 1765 à Coire), podestat du Val Bregaglia, conseiller municipal de Coire et juge municipal, homme politique des Grisons, colonel[29]
- Battista de Salis (Soglio) (* 16 septembre 1737 à Soglio ; † 10 avril 1819 à Bondo), podestat à Morbegno, gouverneur du tribunal de Bergell-Unterporta[30]
- Anton von Salis (Soglio) (* 2 octobre 1760 à Soglio ; 13 septembre 1831 à Innsbruck), podestat du Val Bregaglia, commissaire à Chiavenna, chambellan impérial et royal[31]
- Ulysse Anton von Salis-Soglio (1792-1848), officier autrichien
- Carlo Salis (* 8 février 1948 à Bondo (Grisons)), sculpteur, dessinateur, peintre[32]

- Jacobus Picenino (* vers 1650 à Locarno ; † après 1713 à Soglio), réfugié au Val Bregaglia, pasteur réformé à Soglio en 1781-1791 et historien de l'Église, combattant contre la Contre-Réforme, publiciste[33]
- Petrus Domenicus Rosius à Porta (1734-1806), pasteur réformé à Soglio 1781-1791 et historien de l'église
- Elvezia Michel-Baldini (1887-1963), peintre, graphiste, tisserand[34]
- Giovanni Segantini (1858-1899), peintre
- Rainer Maria Rilke (1875-1926), écrivain
- Armando Ruinelli (né en 1954), architecte